# 사비오네타

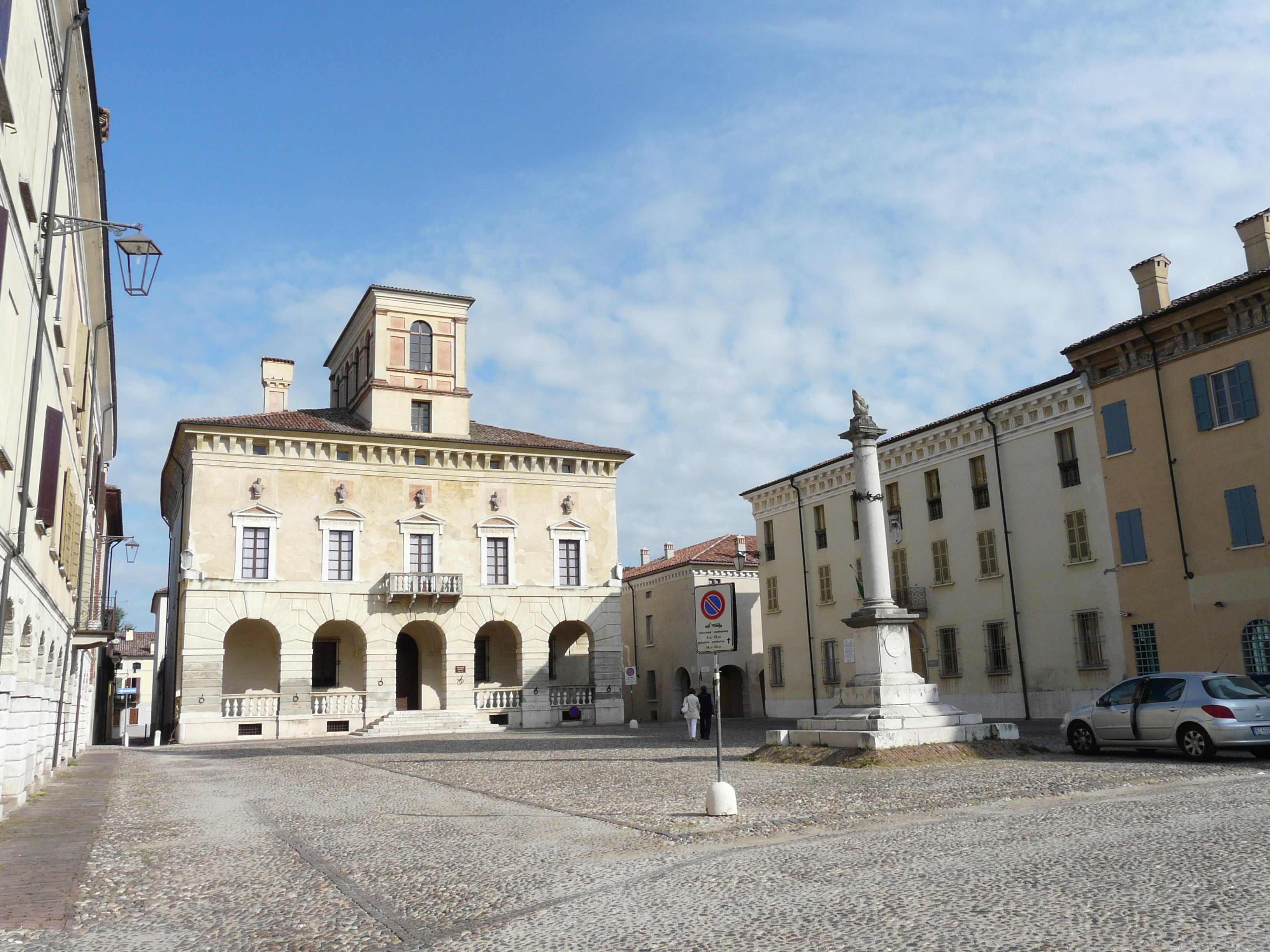

사비오네타(Sabbioneta, 카사라스코-비아단어: Subiunèda)는 이탈리아 북부 롬바르디아주 만토바도에 있는 도시이자 코무네이다. 이곳은 파르마에서 북쪽으로 약 30km(19마일) 떨어져 있으며 포강의 북쪽 기슭에서 멀지 않다. 이탈리아의 가장 아름다운 마을 중 하나이다. 2008년 세계유산목록에 등재됐다.